# Heerter See
Heerter See este o arie protejată (arie de protecție specială avifaunistică — SPA) din Germania întinsă pe o suprafață de 272 ha, integral pe uscat.

## Localizare
Centrul sitului Heerter See este situat la coordonatele 52°06′53″N 10°23′10″E / 52.1147°N 10.3861°E.

## Înființare
Situl Heerter See a fost declarat arie de protecție specială avifaunistică în iunie 2001 pentru a proteja 34 de specii de animale.

## Biodiversitate
Situată în ecoregiunea atlantică, aria protejată nu include niciun habitat protejat.
La baza desemnării sitului se află mai multe specii protejate de  păsări (34): lăcar mare (Acrocephalus arundinaceus), lăcar-de-lac (Acrocephalus scirpaceus), rață sulițar (Anas acuta), rață lingurar (Anas clypeata), rață mică (Anas crecca crecca), rață fluierătoare (Anas penelope), rață cârâitoare (Anas querquedula), Anas strepera strepera, gâscă cenușie (Anser anser), gâscă de semănătură (Anser fabalis), Ardea cinerea cinerea, rață-cu-cap-castaniu (Aythya ferina), rața moțată (Aythya fuligula), buhai de baltă (Botaurus stellaris stellaris), Bucephala clangula, chirighiță neagră (Chlidonias niger), erete de stuf (Circus aeruginosus), lebădă de vară (Cygnus olor), ciocănitoare neagră (Dryocopus martius), Fulica atra atra, Grus grus grus, Larus argentatus, pescăruș râzător (Larus ridibundus), Mergus merganser merganser, gaia neagră (Milvus migrans), gaia roșie (Milvus milvus), vultur pescar (Pandion haliaetus), Phalacrocorax carbo sinensis, ciocănitoare verzuie (Picus canus), Podiceps cristatus cristatus, Podiceps grisegena grisegena, Rallus aquaticus aquaticus, fluierar cu picioare verzi (Tringa nebularia), nagâț (Vanellus vanellus).